# Madaglymbus alutaceus
Madaglymbus alutaceus är en skalbaggsart som först beskrevs av Régimbart 1900.  Madaglymbus alutaceus ingår i släktet Madaglymbus och familjen dykare. Inga underarter finns listade i Catalogue of Life.